# ميدزيلابورتسى
ميدزيلابورتسى (بالسلوفاكية: Medzilaborce)‏ مدينة في شمال شرق سلوفاكيا وتتبع إقليم بريشوف.

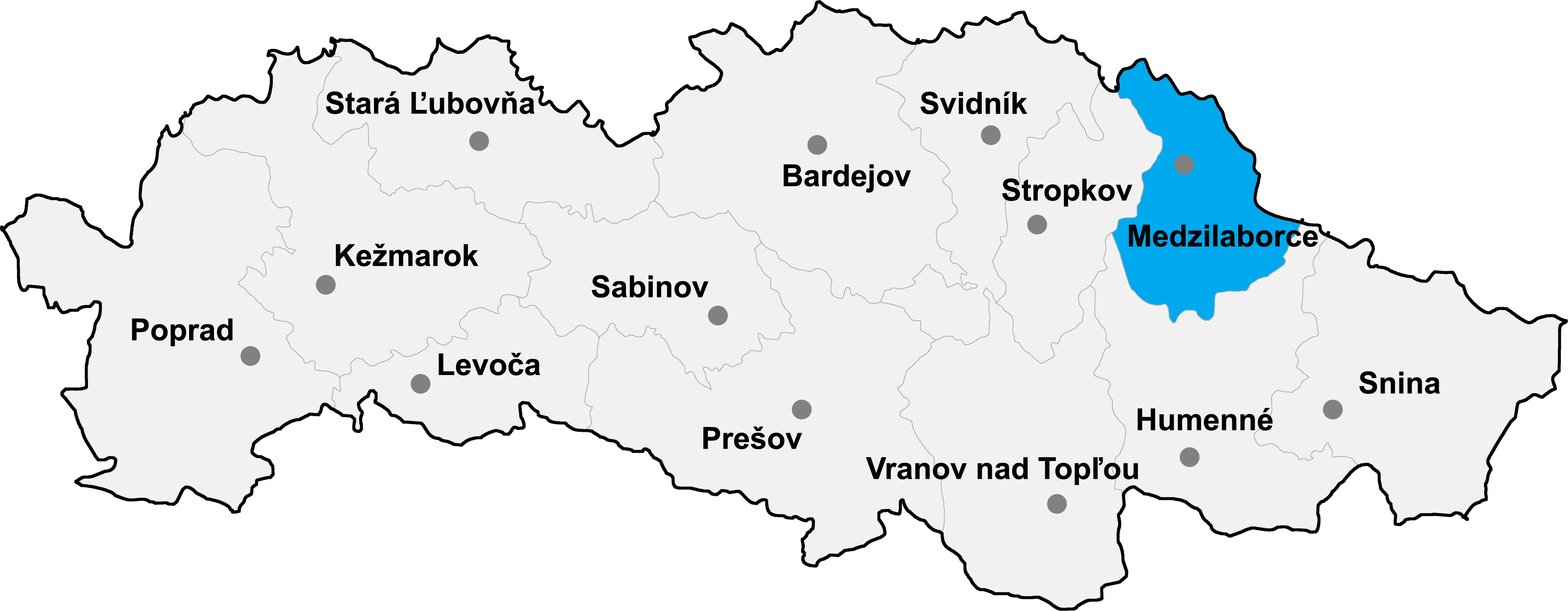
موقع ميدزيلابورتسى في إقليم بريشوف

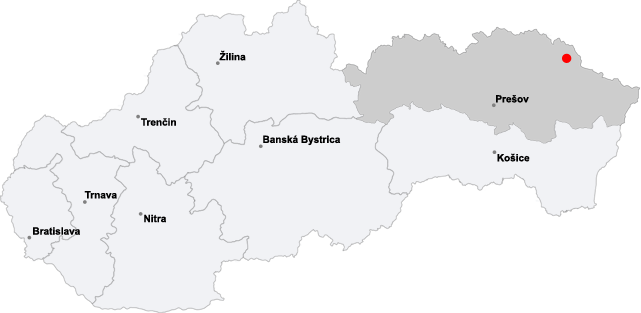
موقع ميدزيلابورتسى في سلوفاكيا

## معرض صور

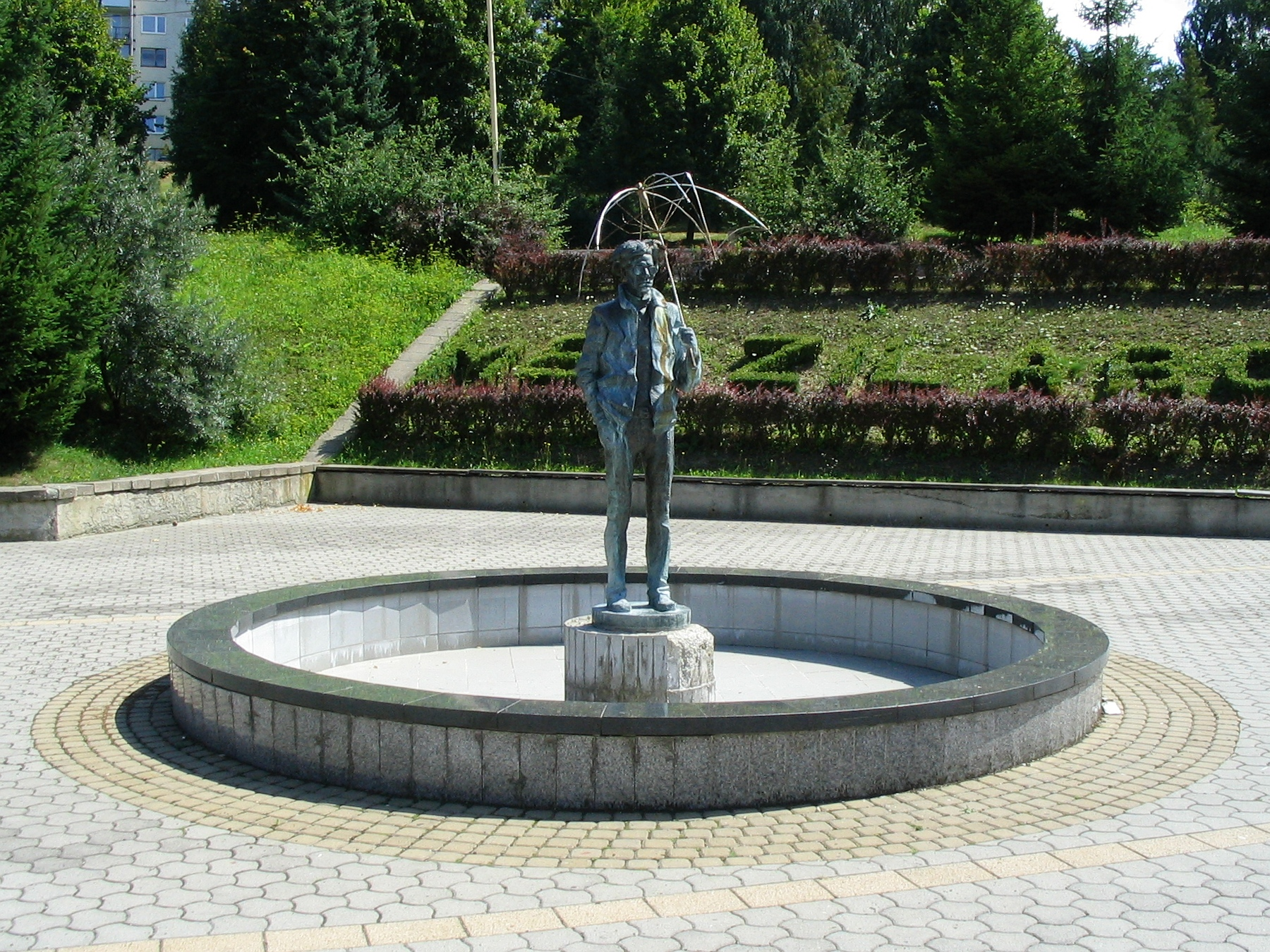
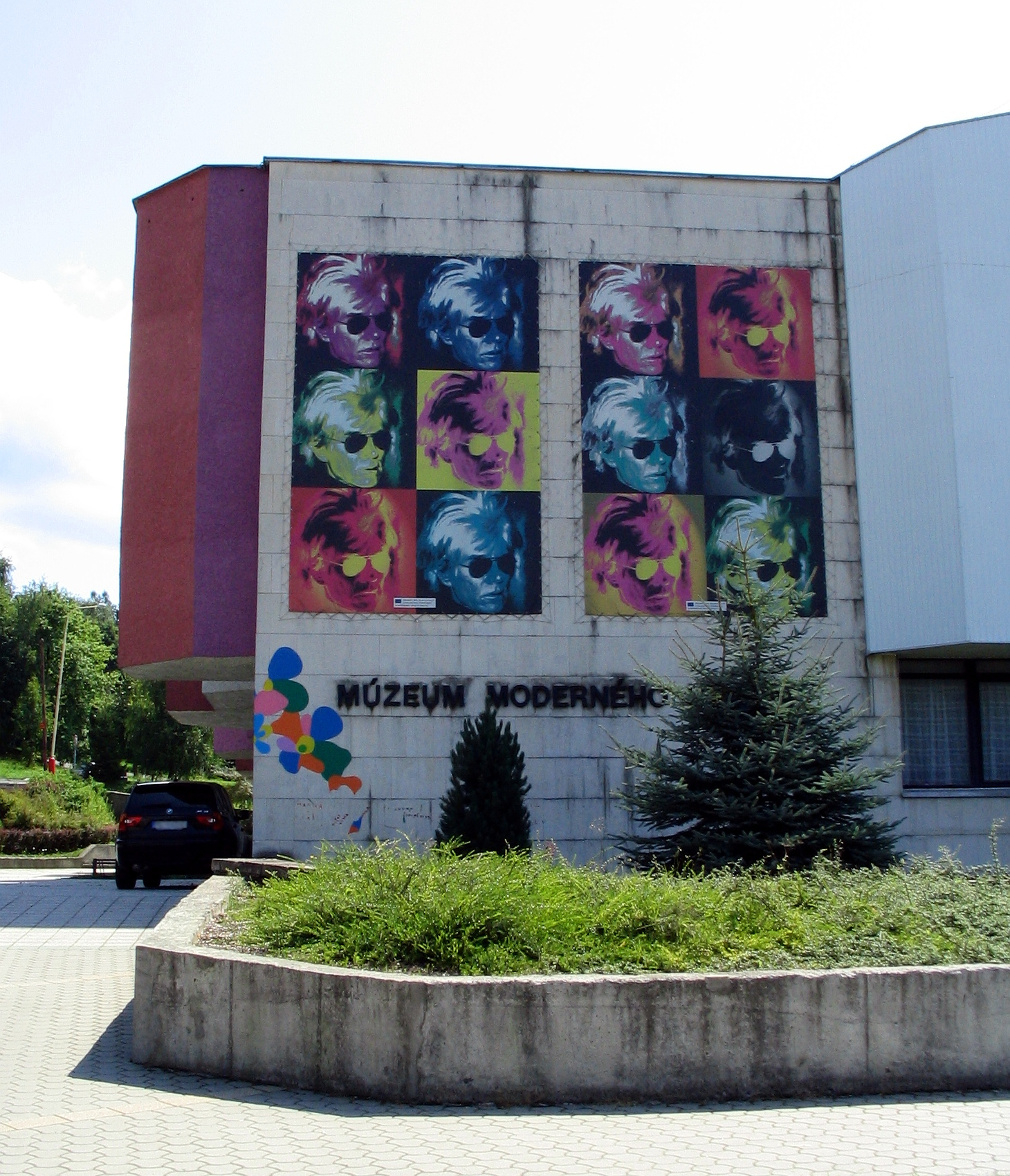
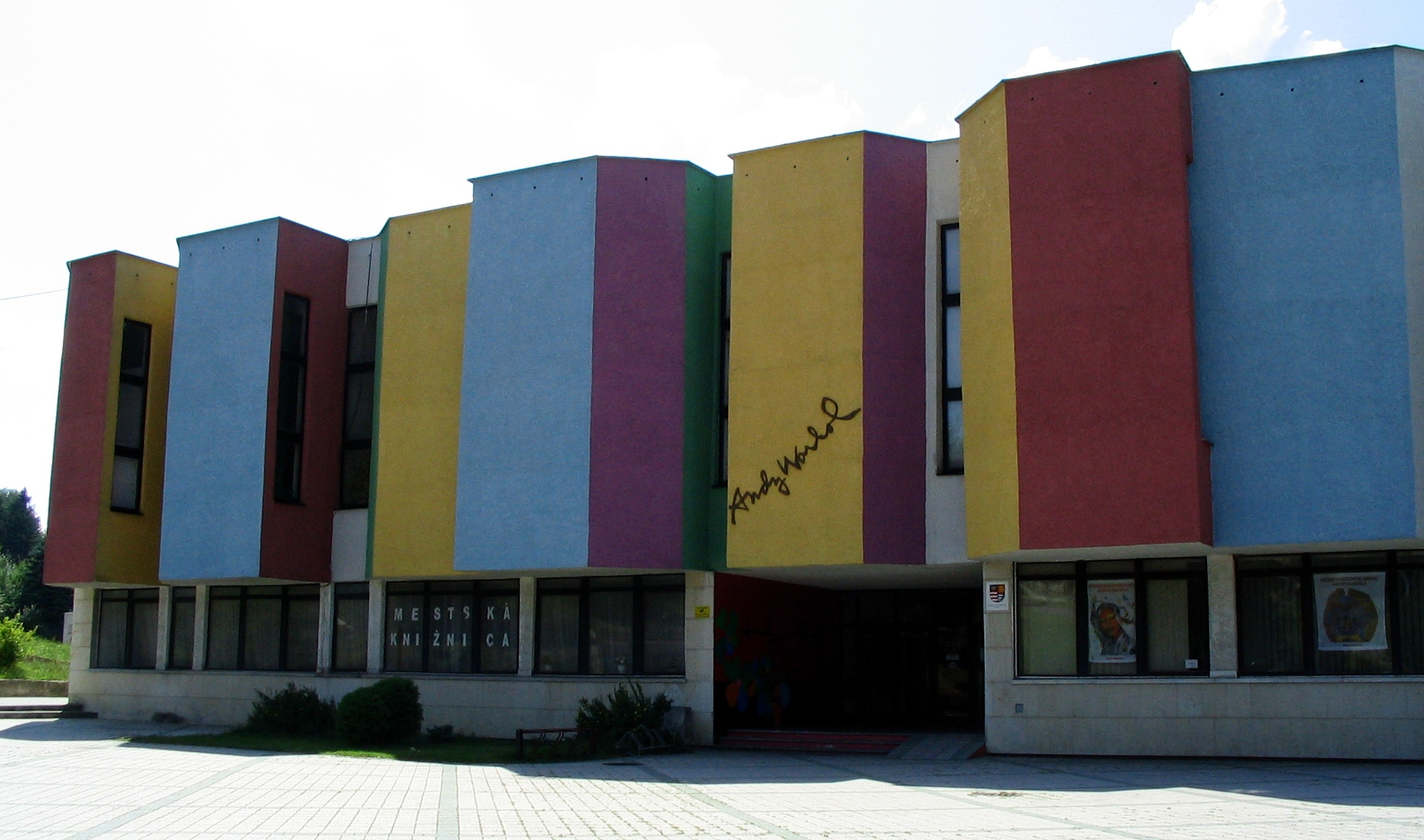